# یواس‌اس دلیور (ای‌آراس-۲۳)
یواس‌اس دلیور (ای‌آراس-۲۳) (به انگلیسی: USS Deliver (ARS-23)) یک کشتی بود که طول آن ۲۱۳ فوت ۶ اینچ (۶۵٫۰۷ متر) بود. این کشتی در سال ۱۹۴۳ ساخته شد.